# Балка Осипова
Ба́лка О́сипова — ботанічний заказник місцевого значення в Україні. Об'єкт природно-заповідного фонду Дніпропетровської області. 
Розташований у межах Дніпровського району Дніпропетровської області, на схід від села Василівка. 
Площа 14,4 га. Статус надано згідно з рішенням облвиконкому від 22.06.1972 року № 391. Перебуває у віданні навчально-дослідного господарства «Самарський». 
Статус надано для збереження кількох невеликих дібров на дні балки. Зростають могутні дуби — залишки реліктових байрачних лісів. Балка служить сховищем типової байрачної фауни. 

## Галерея

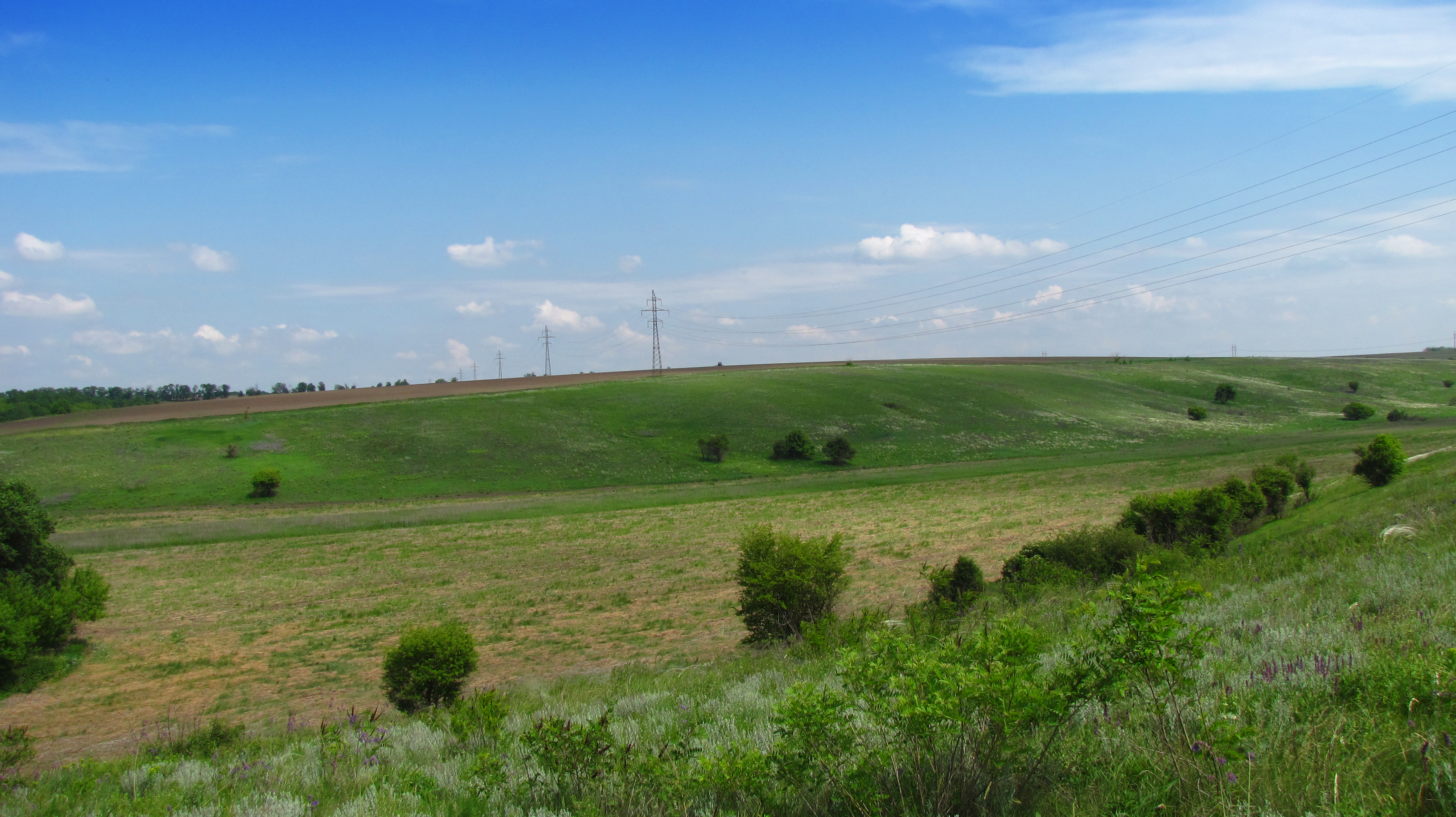
Балка Осипова
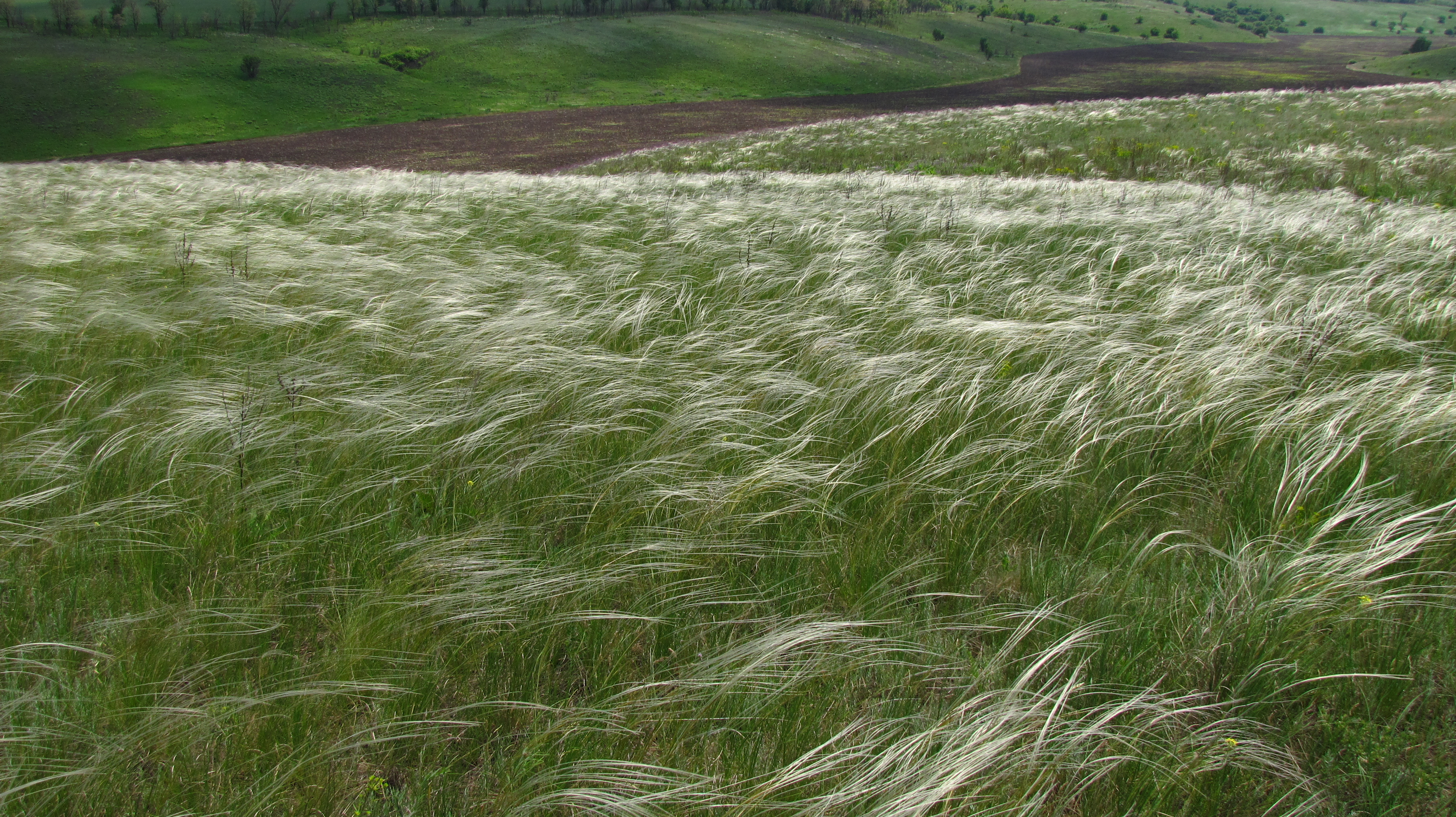
Ковила у балці
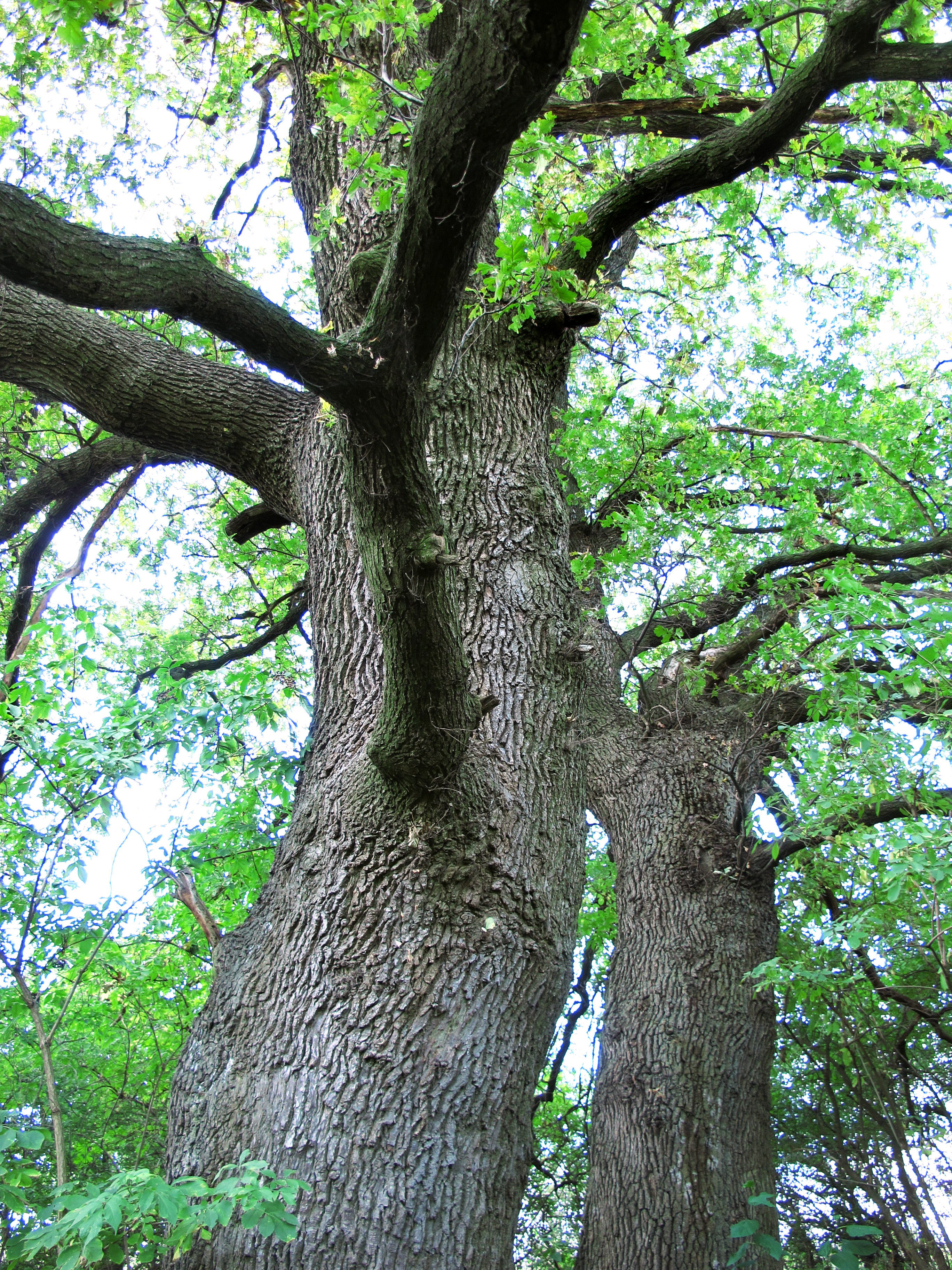
Старі дуби — релікти байрачних лісів